# Aquidneck
Aquidneck /="at the island" ili "Isle of Peace,"/ otok i pleme Algonquian Indijanaca koje je pripadalo konfederaciji Narragansett. Ovaj naziv označava otok koji se nalazi u zaljevu Narragansett, koji je bio glavno sjedište sachema Miantonomo. Godine 1638. Roger Williams posreduje u prodaji otoka od Indijanaca za grupu doseljenika, viz.: William Coddington, Anne i William Hutchinson, William Dyer, John Coggeshall, Nicholas Easton, William Brenton i John Clarke, koji su osnovali Pocasset, i 1639 Newport.